# Marjosaari (ö i Södra Karelen, Villmanstrand, lat 61,14, long 28,39)
Marjosaari är en ö i Finland. Den ligger i sjön Saimen och i kommunen Villmanstrand i den ekonomiska regionen  Villmanstrands ekonomiska region  och landskapet Södra Karelen, i den södra delen av landet, 210 km nordost om huvudstaden Helsingfors. Öns area är 0,7 hektar och dess största längd är 180 meter i nord-sydlig riktning.